# Nucleus (taalkunde)

De structuur van gesloten lettergrepen schematisch weergegeven. De nucleus is hierin altijd een klinker (V).

De nucleus of kern is in de beschrijving van de structuur van lettergrepen het meest sonore gedeelte van de lettergreep.
De nucleus is bijna altijd een klinker. Meestal betreft het een enkele klinker ofwel monoftong, soms ook een combinatie van een klinker en een halfklinker (een diftong). Maar ook een zeer sonore medeklinker kan in sommige talen als nucleus dienstdoen.
Bij open lettergrepen is de nucleus tevens het laatste deel van de hele lettergreep. Bij gesloten lettergrepen volgt na de nucleus nog de coda.

## Voorbeelden
- In het eenlettergrepige Nederlandse woord [kat] is de nucleus de klinker /a/.
- In het Engelse woord line [laɪn] is de diftong /aɪ/ de nucleus. Het woord bestaat niet uit twee open, maar slechts uit één gesloten lettergreep, aangezien de slot-e nooit wordt uitgesproken.